# Игры полуострова Юго-Восточной Азии 1971
6-е Игры полуострова Юго-Восточной Азии прошли с 6 по 13 декабря 1971 года в Куала-Лумпуре (Малайзия). В них приняли участие спортсмены из 7 стран, которые соревновались в 15 видах спорта.

## Виды спорта
- Бадминтон
- Баскетбол
- Бокс
- Велоспорт
- Водные виды спорта
- Волейбол
- Дзюдо
- Лёгкая атлетика
- Настольный теннис
- Сепактакрау
- Стрельба
- Теннис
- Тяжёлая атлетика
- Футбол
- Хоккей на траве

## Итоги Игр
| Место | Страна               | Золото | Серебро | Бронза | Всего |
| ----- | -------------------- | ------ | ------- | ------ | ----- |
| 1     | Таиланд              | 44     | 27      | 38     | 109   |
| 2     | Малайская Федерация  | 41     | 43      | 55     | 139   |
| 3     | Сингапур             | 32     | 33      | 31     | 96    |
| 4     | Бирма                | 20     | 28      | 13     | 61    |
| 5     | Кхмерская Республика | 17     | 18      | 17     | 52    |
| 6     | Южный Вьетнам        | 3      | 6       | 9      | 18    |
| 7     | Лаос                 | 0      | 1       | 4      | 5     |
| Всего | Всего                | 157    | 156     | 167    | 480   |